# Peterson Goodwyn

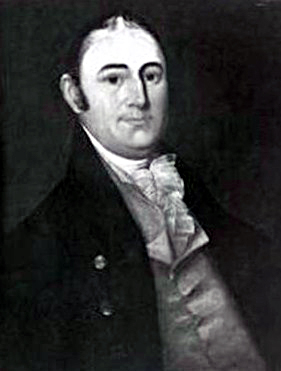
Peterson Goodwyn

Peterson Goodwyn (* 1745 bei Petersburg, Colony of Virginia; † 21. Februar 1818 im Dinwiddie County, Virginia) war ein US-amerikanischer Politiker. Zwischen 1803 und 1818 vertrat er den Bundesstaat Virginia im US-Repräsentantenhaus.

## Werdegang
Peterson Goodwyn wuchs während der britischen Kolonialzeit auf. Er genoss zeitweise eine private Schulausbildung. Danach betätigte er sich als Pflanzer. Nach einem Jurastudium und seiner 1776 erfolgten Zulassung als Rechtsanwalt begann er in Petersburg und Umgebung in diesem Beruf zu arbeiten. Er schloss sich der Revolutionsbewegung an und stellte eine eigene Kompanie auf, die er selbst kommandierte. Im Verlauf des Unabhängigkeitskrieges stieg er bis zum Oberst auf. Dabei nahm er an einigen Schlachten teil. Nach dem Krieg schlug er eine politische Laufbahn ein. Zwischen 1789 und 1802 saß er im Abgeordnetenhaus von Virginia. Er wurde Mitglied der von Thomas Jefferson gegründeten Demokratisch-Republikanischen Partei.
Bei den Kongresswahlen des Jahres 1802 wurde Goodwyn im 18. Wahlbezirk von Virginia in das US-Repräsentantenhaus in Washington, D.C. gewählt, wo er am 4. März 1803 die Nachfolge von Philip R. Thompson antrat. Nach sieben Wiederwahlen konnte er bis zu seinem Tod am 21. Februar 1818 im Kongress verbleiben. Seit 1813 vertrat er als Nachfolger von Edwin Gray den 19. Distrikt seines Staates. Während seiner Zeit als Kongressabgeordneter wurde im Jahr 1803 durch den Louisiana Purchase das Staatsgebiet der Vereinigten Staaten beträchtlich erweitert. Im Jahr 1804 wurde der zwölfte Verfassungszusatz ratifiziert. Ebenfalls in Goodwyns Zeit im Kongress fiel der Britisch-Amerikanische Krieg von 1812.